# Erwin Lahousen von Vivremont
Erwin Heinrich René Lahousen, Edler von Vivremont (Vienna, 25 ottobre 1897 – Innsbruck, 24 febbraio 1955), è stato un generale austriaco.

## Biografia
Figlio di un nobile d'origini slovene e belghe, studiò all'Accademia militare Teresiana di Wiener Neustadt e divenne membro del servizio antispionaggio austriaco durante la prima guerra mondiale e nel 1916 venne insignito dell'Ordine del Toson d'oro e della nomina a capitano.
Tra il 1920 e il 1928 appoggiò i monarchici e salì rapidamente di grado nell'esercito divenendo colonnello; dopo l'Anschluss conobbe alcuni suoi futuri colleghi dell'Abwehr: Nikolaus von Üxküll-Gyllenband e Rudolf von Marogna-Redwitz.
Nel 1935 entrò grazie a costoro ed al compagno di studi Ferdinand von Lüninck nell'Abwehr come direttore del servizio di sabotaggio.
Tra il 1940 e il 1942 sabotò insieme a Ulrich Wilhelm von Schwerin von Schwanenfeld e Peter Yorck von Wartenburg più di 170 operazioni delle SS in Polonia.
Nel 1943 un compagno dell'Abwehr, Wolf-Heinrich von Helldorf, gli presentò Claus Schenk von Stauffenberg, Fabian von Schlabrendorff e Axel von dem Bussche.
Dopo l'attentato del 20 luglio 1944, venne arrestato insieme a Ewald von Kleist-Schmenzin e Albrecht von Hagen, ma al contrario di questi ultimi, che furono fucilati, egli venne mandato nel campo di concentramento di Flossenbürg per mancanza di prove; liberato alla fine della guerra, fu uno dei più importanti accusatori di Hermann Göring durante il Processo di Norimberga.